# 岳南原田站

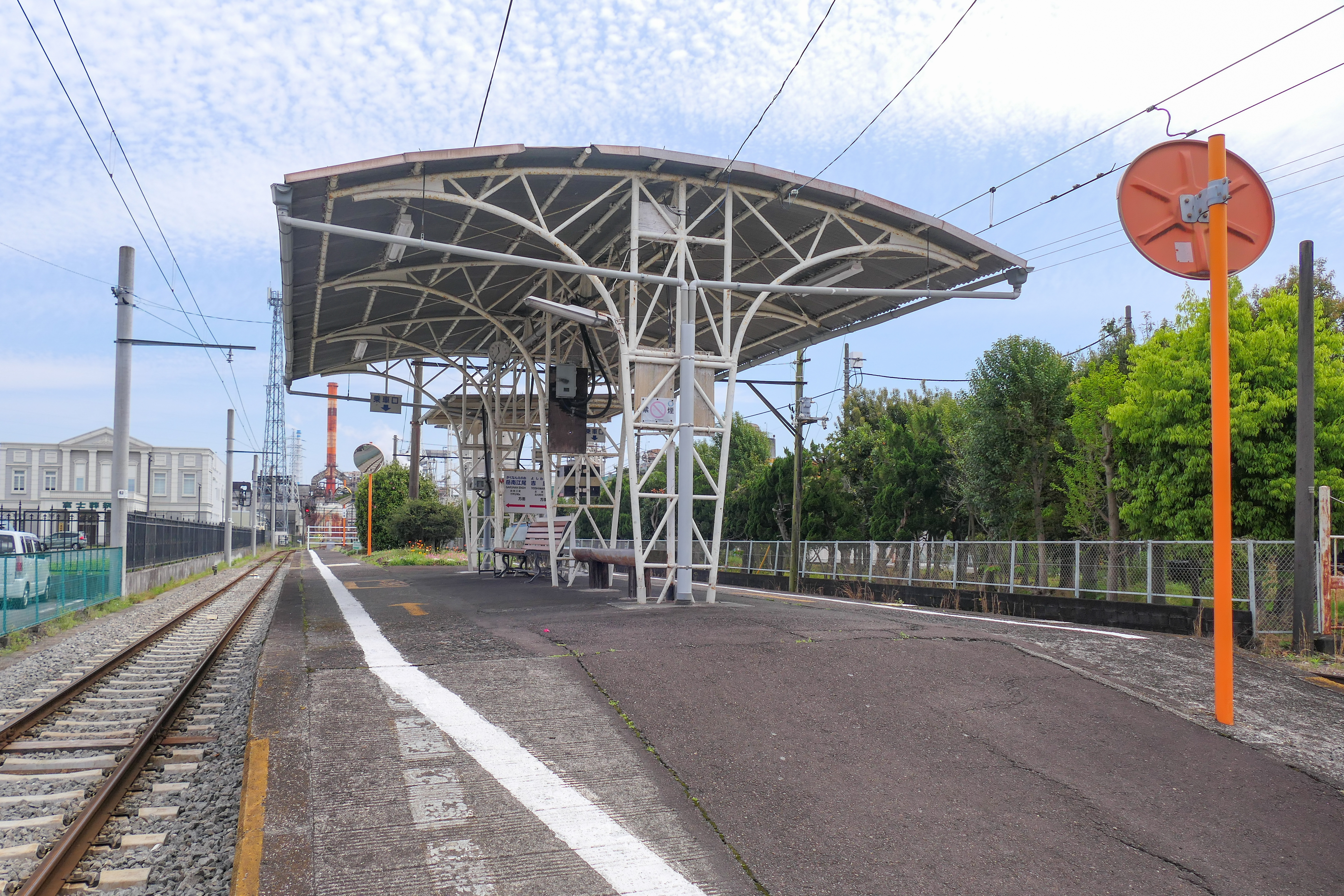
月台（2023年4月）

岳南原田站（日语：／ Gakunanharada eki */?）是位於靜岡縣富士市原田217番1號，岳南電車的岳南線車站。車站編號為GD05。

## 歷史
- 1951年（昭和26年）12月20日 - 岳南鐵道（日语：岳南鉄道）車站啟用。同日大昭和製紙吉永工場專用線開始運行。
- 2012年（平成24年）3月16日 - 結束貨運列車班次。
- 2013年（平成25年）4月1日 - 隨著經營業務轉移，成為岳南電車車站[1]。

## 車站構造
此站是地面車站，設有1面2線的島式月台，可進行列車交會。
車站大樓位於車站北邊。車站大樓與月台西端之間設有站內平交道。於通勤上學時段設有車站職員當值，櫃臺營業時間為平日7:00〜9:20，假日休息。另外，車站大樓內設有蕎麥麵店。
現時沒有使用的貨場租賃為禮堂。

### 月台
| 月台                 | 路線    | 上下行 | 方向         |
| -------------------- | ------- | ------ | ------------ |
| 北邊（靠近車站大樓） | ■岳南線 | 下行   | 岳南江尾方向 |
| 南邊                 | ■岳南線 | 上行   | 吉原方向     |

## 貨物起卸

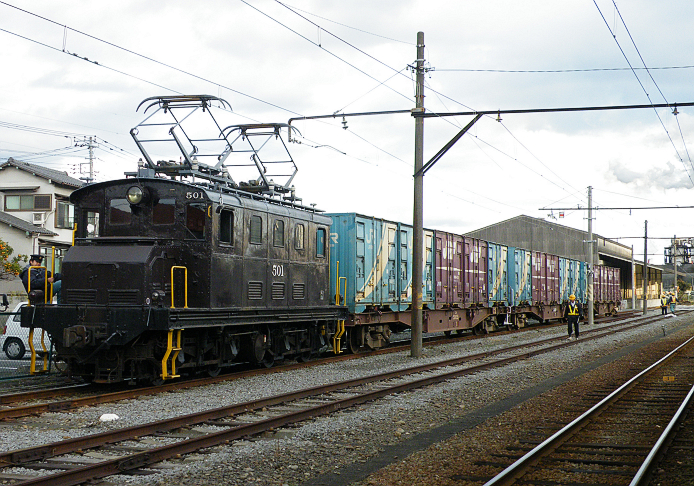
貨物起卸後的情況（2008年）

此站曾經可起卸於專用線到發的貨櫃貨物和專用線到發的車載貨物。
除了旅客月台外，站內還有許多側線和貨運月台。也設有連接日本製紙吉永工場（前大昭和製紙吉永工場）專用線，當時使用了貨櫃列車或棚車（WaMu80000形貨車）運送製成品。但是，基本上於比奈站起卸為主，因此此站實際上不定期起卸貨運。在此站起卸貨物之際，會設有區間貨運列車行走於比奈站此站之間。站內的編組場中也設有1列列車組成。在區間貨運列車主要由ED50形電力機車牽引。該機車也會在本線列車中牽引其他車輛。站內側線設施於2012年（平成24年）3月停止貨物起卸業務後，除了倉庫和部分路軌外，大部分設施均撤走。另外於2000年前，此站曾經設有春日製紙專用線，站內側線也會起卸來自荒川化學工業的燒鹼。

## 使用狀況
根據「靜岡縣統計年鑑」，以下為1日平均上下車人次列表。
| 年度     | 一日平均 上下車人次 | 乘車人次 | 下車人次 |
| -------- | ------------------- | -------- | -------- |
| 2001年度 | 197人               | 78人     | 119人    |
| 2002年度 | 179人               | 68人     | 111人    |
| 2003年度 | 181人               | 69人     | 112人    |
| 2004年度 | 182人               | 68人     | 114人    |
| 2007年度 | 208人               | 82人     | 126人    |

以下為過去的貨物起卸量。
- 2006年度 - 發送量11,520公噸，到達0公噸[2]
- 2007年度 - 發送量10,810公噸，到達0公噸[3]

## 車站周邊
- 富士市政廳原田城市規劃中心（日语：富士市役所#まちづくりセンター）
- 日本製紙富士工場吉永製造部
- 富士市立原田小學（日语：富士市立原田小学校）
- 富士市立原田幼稚園
- 富士市立第三保育園
- 鎧渕親水公園
- 永明寺
- 原田公園
- 瀧川

## 巴士路線
| 乘車處   | 乘車處 | 系統 | 主要途經     | 目的地         | 巴士公司       | 備註 |
| -------- | ------ | ---- | ------------ | -------------- | -------------- | ---- |
| 原田站前 |        |      | 吉原中央站   | 富士站         | 富士急靜岡巴士 |      |
| 原田站前 |        |      | 船津、東平沼 | 富士急靜岡巴士 |                |      |

另外，站前設有由富士市運行的需求的士「螢火蟲」「輝夜姬」停車站。

## 其他
- 由野村義男（日语：野村義男）主演的電影《三等高校生（日语：三等高校生）》於此站取景。

## 相鄰車站
岳南電車
■岳南線
本吉原（GD04）－（田宿號誌站）－岳南原田（GD05）－比奈（GD06）

## 注腳
1. ↑  . 日本經濟新聞. 2013-01-25  [2013-01-27]. （原始内容存档于2021-02-14） （日语）.
2. ↑  富士市統計書
3. ↑  靜岡縣統計年鑑

## 外部連結
- GD5 岳南原田站 （页面存档备份，存于）（日語） - 岳南電車株式會社